# 夸托尔迪奥
夸托尔迪奥（義大利語：Quattordio），是意大利亚历山德里亚省的一个市镇。总面积17.79平方公里，人口1695人，人口密度95.3人/平方公里（2009年）。ISTAT代码为006142。